# Mario Cocciu
Mario Giacomo Cocciu (Olbia, 28 novembre 1942) è un politico italiano.
Esponente del Partito Socialista Italiano e assessore comunale ai Lavori Pubblici, è stato sindaco di Olbia dal 1980 al 1984 e senatore della Repubblica eletto nel 1992.